# فشل الجهاز العصبي الذاتي الخالص
فشل الجهاز العصبي الذاتي الخالص (بالإنجليزية: Pure autonomic failure)‏ (اختصارًا PAF) هو شكلٌ من خلل الوظائف المستقلة الذي يحدث لأول مرة في منتصف العمر أو لاحقًا في الحياة، ويُشخص عادةً في الرجال أكثر من النساء.